# Euporos (Silberschmied)
Euporos (altgriechisch Εὒπορος) war ein antiker griechisch-römischer Silberschmied, der in der zweiten Hälfte des 1. Jahrhunderts tätig war.
Euporos ist heute nur noch von einer Genitiv-Signatur auf einem Silberspiegel bekannt (ΕΥΠΟΡΟΥ). Dieser zeigt im Tondo auf der einen Seite Athena, auf der anderen Seite den Kaiser Domitian. Aufgrund der bekannten, chronologisch sicheren Ikonografie dieses Kaisers kann der Spiegel recht sicher in den Zeitraum der Jahre 83/84, also recht früh in die Regentschaft, datiert werden. Der Spiegel gehörte früher zur Sammlung Mohsène Foroughi in Teheran und soll angeblich südlich des Kaspischen Meeres in Nordpersien gefunden worden sein. Er wurde 1968 für die Antikensammlung des Badischen Landesmuseums in Karlsruhe erworben (Inventarnummer 68/40).